# José Rizal
José Rizal (volledige naam: José Protacio Rizal Mercado Alonso Y Realonda) (Calamba, 19 juni 1861 – Manilla, 30 december 1896) is de nationale held van de Filipijnen en was een schrijver, nationalist en de meeste prominente voorstander van hervormingen in de Filipijnen aan het einde van het Spaanse koloniale tijdperk en van de uiteindelijke onafhankelijkheid. De militaire berechting en de executie van Rizal in 1896 (hij werd gefusilleerd) maakte van hem een martelaar van de Filipijnse Revolutie. Zijn sterfdag wordt nog steeds herdacht middels de Filipijnse nationale feestdag Rizal Day.
Rizal was een vruchtbaar schrijver. Zo schreef hij gedichten, essays, dagboeken, brieven en romans. Zijn twee bekendste werken zijn de romans Noli Me Tangere en El filibusterismo. Deze werken, waarin commentaar werd geleverd op de Filipijnse samenleving, waren de kern van de literatuur die de inspiratie vormde voor een afwijkende mening onder vreedzame hervormers en spoorden de strijdlust onder gewapende revolutionairen aan.
Rizal was de oprichter van La Liga Filipina, een organisatie waaruit uiteindelijk de revolutionaire beweging Katipunan geleid door Bonifacio en Aguinaldo voortkwam. Rizal was voorstander van vreedzame institutionele hervormingen in plaats van een gewelddadige revolutie. De algemene consensus is echter dat zijn martelarendood heeft gewerkt als een katalysator voor de Filipijnse Revolutie.
In 2022 schreef de Nederlandse componist Lowell Dykstra de cantate "The wanderer" voor koor, solisten (SATB) en blaaskwintet (fluit, hobo, klarinet, hoorn en fagot), gebaseerd op José Rizal's gedicht "Song of the wanderer."

## Foto's

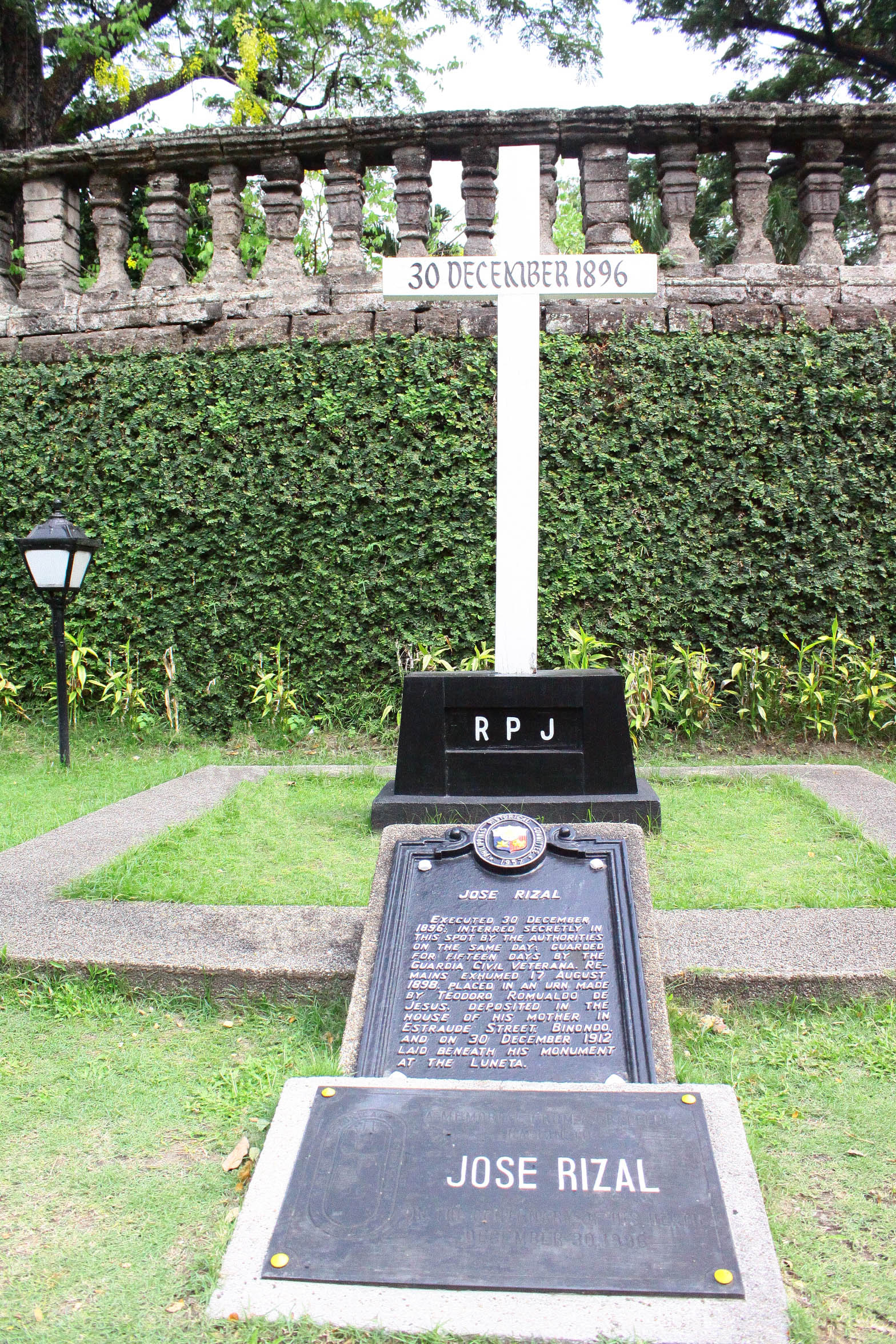
José Rizals graf in Manilla

- Bibsys: 90753628
- Biblioteca Nacional de Chile: 000039785
- Biblioteca Nacional de España: XX870212
- Bibliothèque nationale de France: cb11922137c (data)
- Catàleg d'autoritats de noms i títols de Catalunya: 981058516486706706
- CiNii: DA02140634
- Gemeinsame Normdatei: 118601407
- International Standard Name Identifier: 0000 0000 8120 1592
- Library of Congress Control Number: n80051794
- Nationale Bibliotheek van Letland: 000306033
- Bibliotheek van het Japanse parlement: 00454313
- Nationale Bibliotheek van Tsjechië: jn20000701512
- Nationale bibliotheek van Australië: 35454499
- Nationale Bibliotheek van Israël: 987007267173505171
- Nationale Bibliotheek van Polen: a0000001838956
- Nationale en Universitaire bibliotheek Zagreb: 000251391
- Nederlandse Thesaurus van Auteursnamen: 071090568
- LIBRIS: 197695
- SNAC: w6jf5kvd
- Système universitaire de documentation: 027102572
- Trove: 958696
- Virtual International Authority File: 41845763
- WorldCat: E39PBJr83mQWYtbdwWRmbKPCwC